# Jules Arboux
Le pasteur Jules Arboux, né le 20 novembre 1847 à Montauban et mort le 13 octobre 1919 à Paris, est un poète, avocat et aumônier des prisons. Il fut l'un des pères fondateurs de la Mutualité et du solidarisme.

## Biographie

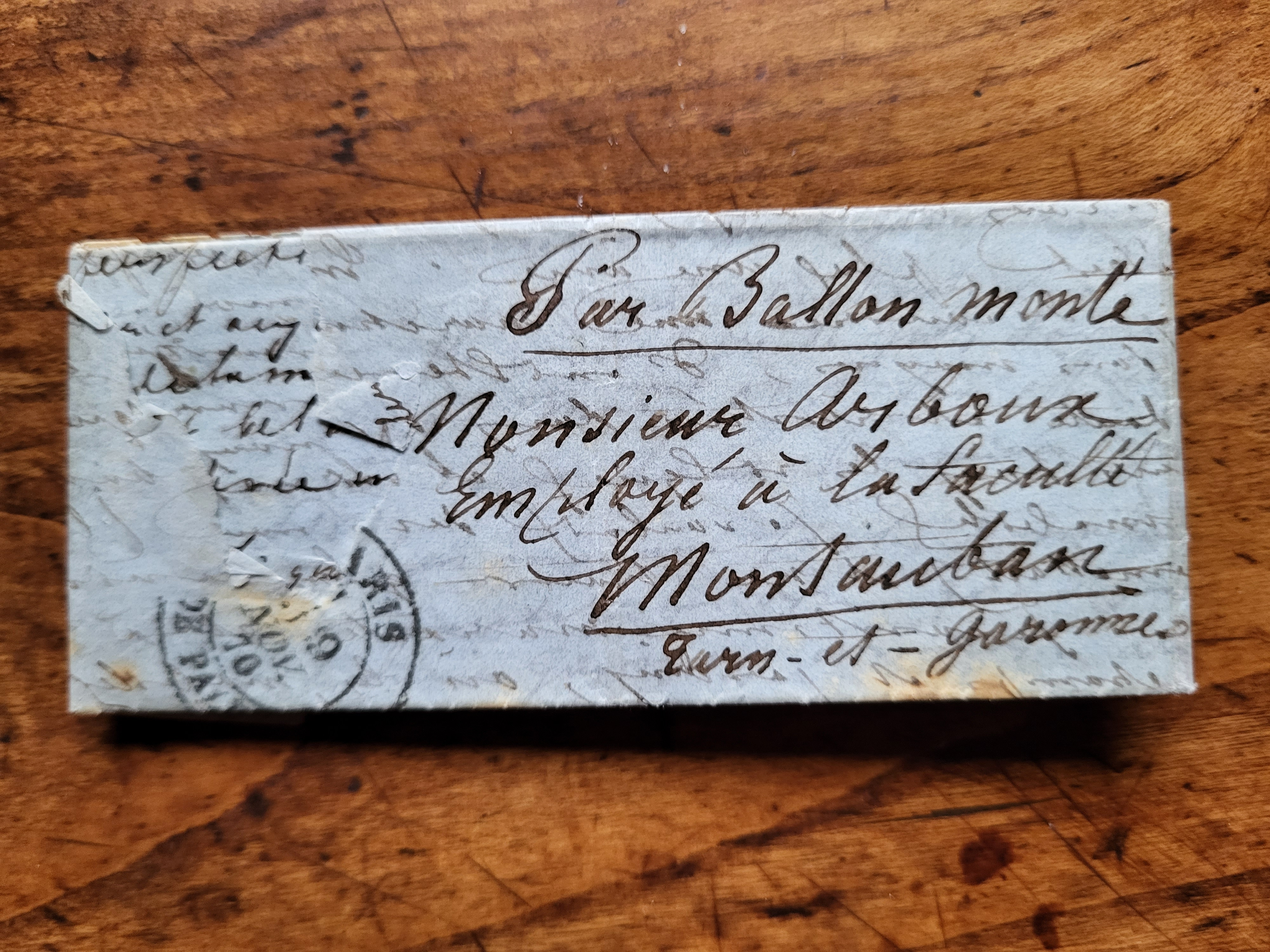
Lettre sur papier pelure (timbre arraché) envoyée par ballon monté de Paris assiégé pendant la commune

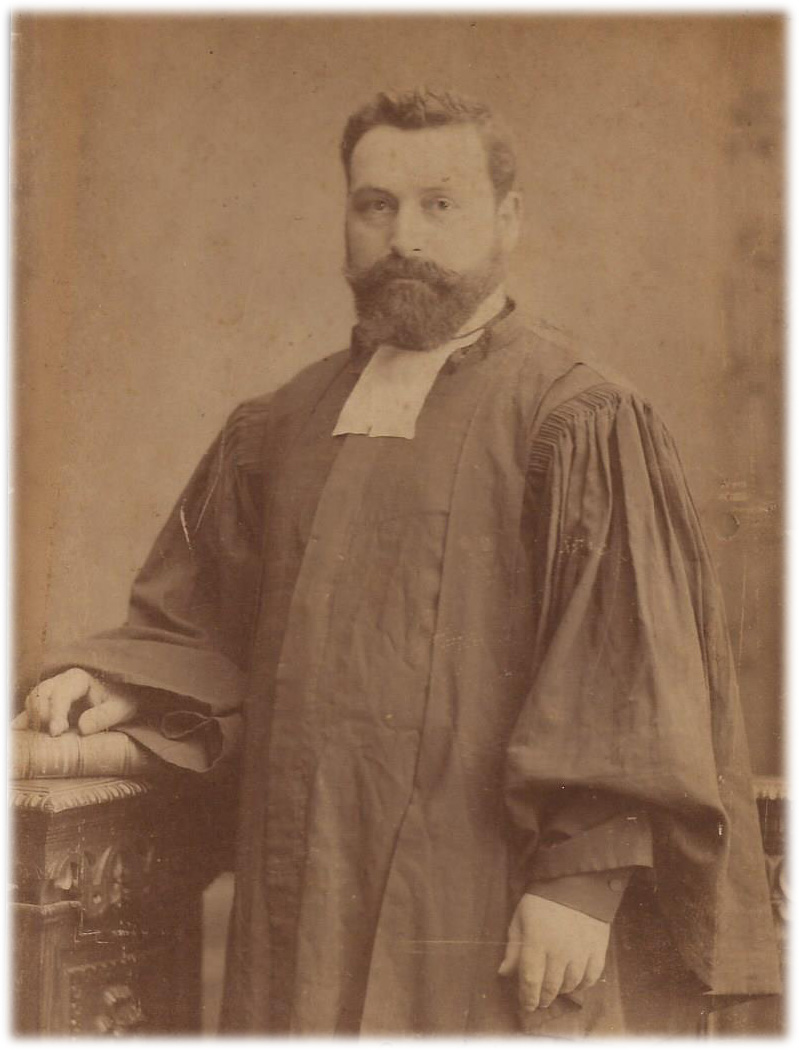
Jules Arboux, pasteur de l'Église réformée.

David Louis Isaac Jules Arboux, issu d'une famille protestante, est né à Montauban  le 20 novembre 1847.
Il a eu pour arrière-grand-mère Jeanne Salles qui fut enfermée dans la Tour de Constance à Aigues-Mortes.
Au temps de la Terreur blanche (1795), son grand-père avait été emprisonné à Nîmes. Sa mère, en difficulté, avait mis ses 2 fils dans les bâts d'un âne et s'était sauvée avec eux jusqu'à Montauban où elle les avait élevés.
Son père, Jean-Mamert Arboux était poète (en patois) et avait grande imagination. Il voulut voir la mer et s'engagea comme mousse sur un vaisseau dont l'équipage était breton et s'enivrait souvent. Ayant horreur de cela, il abandonna la marine au bout du 3e voyage et revint à Montauban où il devint lithographe. Il se maria avec Mathilde Bourel dont le père était maître d'un moulin à fouler.
Jules fait ses études de théologie à Montpellier grâce à une bourse. Licencié en droit en 1878, il devient pasteur de l’Église réformée et devient aumônier des prisons de la Seine durant plus de 25 ans.
Il se marie avec Marie Anna Amélie André, née à Etupes, dans le Doubs, le 9 décembre 1845 et avec laquelle ils ont deux enfants : Marguerite et Michel.
Il assiste au 1er congrès national mutualiste tenu à Lyon en 1883, puis à la suite du IIIe congrès national (Paris, 1889), il devient secrétaire général de la Ligue nationale de la prévoyance et de la mutualité, fondée par Hippolyte Maze .
Pendant la commune il écrit de nombreuses lettres envoyées par ballons montés à sa famille dans lesquelles il décrit les difficultés de la vie à Paris encerclé.
Nommé président d’honneur pour le IVe congrès mutualiste national à Bordeaux) en 1892, il est en 1900 le secrétaire général du Ier Congrès international de la Mutualité tenu à Paris, lors de l’Exposition universelle. Il présente à cette occasion un rapport sur les relations de la mutualité et de l’État dans différents pays, en manifestant un attachement exclusif à la prévoyance libre. 
À partir de 1906, il est un des responsables de la Fédération internationale de la Mutualité (FIM).
Aumônier des prisons il écrits plusieurs ouvrages à ce sujet. Il reçoit les confidences de certains prisonniers célèbres, les soutient et échanges de nombreux courriers avec eux.
En octobre 1917, il assiste en particulier Mata Hari et la baptise juste avant son exécution,.
Jules Arboux reste à la tête de la Ligue jusqu’à sa mort en 1919, par une défense sans nuance de la notion de prévoyance libre et un refus catégorique de toute intervention de l’État dans le domaine de la protection sociale.
Jules Arboux meurt en octobre 1919, et est inhumé au cimetière du Père Lachaise (82e division) avec sur sa tombe la branche d'olivier de la Légion d’honneur.

## Ouvrages
- Jules Arboux, Les prisons de Paris, Paris, A. Chaix, 1881, 388 p. (BNF 31727774, lire en ligne sur Gallica).
- Jules Arboux, L'anthropométrie appliquée aux récidivistes : Revue pénitentiaire et de droit pénal, t. 9, Paris, Bulletin de la Société générale des prisons, 1885, 10 p.
- Jules Arboux, Les attributions des aumôniers des prisons, Melun, Imprimerie administrative, 1888, 16 p.
- Jules Arboux, Manuel des visiteurs de prisons, Paris, Marchal et Billard, 1894, 123 p. (BNF 30025046, lire en ligne sur Gallica).